# Yoshikawa (cràter)
Yoshikawa és un cràter d'impacte en el planeta Mercuri de 30 km de diàmetre. Porta el nom del novel·lista japonès Eiji Yoshikawa (吉川 英治) (1892-1962), i el seu nom va ser aprovat per la Unió Astronòmica Internacional el 2012.